# Herrera
|  | Per a altres significats, vegeu «Herrera (desambiguació)». |

Herrera és una localitat de la província de Sevilla, Andalusia, Espanya. L'any 2012 tenia 6.526 habitants. La seva extensió superficial és de 53,48 km² i té una densitat de 122,3 hab/km². Les seves coordenades geogràfiques són 37° 22′ N, 4° 50′ O. És a una altitud de 254 metres i a 120 kilòmetres de la capital de la província, Sevilla.
| 1996  | 1998  | 1999  | 2000  | 2001  | 2002  | 2003  | 2004  | 2005  | 2006  | 2007  | 2008  | 2009  | 2010  | 2011  | 2012  |
| ----- | ----- | ----- | ----- | ----- | ----- | ----- | ----- | ----- | ----- | ----- | ----- | ----- | ----- | ----- | ----- |
| 5.925 | 5.979 | 6.005 | 6.046 | 6.067 | 6.079 | 6.123 | 6.184 | 6.302 | 6.342 | 6.450 | 6.521 | 6.530 | 6.516 | 6.543 | 6.526 |